# 썸원 라이크 유
《썸원 라이크 유》(영어: Someone Like You)는 2001년 개봉한 미국의 로맨틱 코미디 영화이다.

## 줄거리
제인은 토크쇼 프로덕션 조수로, 동료 프로듀서 에디와 티격태격하면서도 친근한 관계를 유지하고 있다. 어느 날 새로운 프로듀서 레이가 등장하고, 제인은 그에게 첫눈에 반한다. 레이에게 여자친구가 있음에도 불구하고 둘은 불륜을 시작하고, 얼마 후 레이는 제인에게 사랑을 고백하며 동거를 제안한다. 레이는 여자친구와 헤어지지만 제인과 거리를 두다가 끝내 제인에게 더는 흥미를 느끼지 못하겠다고 말하며 관계를 갑자기 끊는다. 졸지에 살 곳이 없어진 제인은 어쩔 수 없이 에디와 한집에 살게 된다.
실연의 아픔에 괴로워하던 제인은 잡지에서 소의 성생활에 대한 기사를 읽고, 황소가 암소와 한 번 교미한 후에는 흥미를 잃는다는 사실에서 착안하여, 남성도 마찬가지로 ‘새로운 암소’에 끌린다는 ‘새 암소 이론’을 주장한다. 제인은 친구 리즈의 제안으로 ‘마리 찰스 박사’라는 가명으로 칼럼을 쓰게 되고, 칼럼은 큰 인기를 얻어 방송에도 소개된다.
크리스마스 파티에서 레이는 제인에게 다시 만나고 싶다고 말하지만, 새해 전날의 약속을 어긴다. 다음 날 레이는 여자친구와 재결합했다고 말하는데, 그 여자친구는 다름 아닌 제인의 상사 다이앤이다. 제인은 레이에게 분노하고, 에디와 ‘새 암소 이론’에 대해 논쟁을 벌인다. 제인은 에디에게 실은 모든 남자들이 여자들을 버리고 있는 게 아니라 오로지 자신만 버려지고 있는 게 아닐까 두렵기 때문에 더욱 ‘새 암소 이론’을 믿을 수 밖에 없다고 말한다. 에디가 제인을 위로한 뒤 두 사람은 잠이 든다. 다음 날 아침 제인은 지금 당장은 에디가 상냥해 보이지만 결국 본성을 드러내고 자신을 상처 입힐 것이라며 그를 밀어낸다.
제인은 언니의 유산 소식을 듣고 언니 부부를 찾아가고, 헌신적인 사랑을 하는 매형의 모습에 감동을 받는다. 그녀는 다이앤에게 ‘마리 찰스 박사’와 전화 인터뷰를 하겠다고 말하지만, 인터뷰 당일 자신이 칼럼의 진짜 저자임을 밝히고 자신의 ‘새 암소 이론’은 터무니없다고 고백한다. 결국 제인은 자신이 에디를 사랑하고 있다는 사실을 깨닫고 그를 찾아가 진심을 전하고 열정적으로 키스한다.

## 출연진
- 애슐리 저드
- 그레그 키니어
- 휴 잭맨
- 머리사 토메이
- 엘런 바킨
- 캐서린 덴트
- 피터 프리드먼
- 로라 리건
- 니콜 리치
- 콜린 캠프
- 줄리 캐브너
- 슐러 헨즐리
- 미레이 이너스
- 버로니카 웨브
- 나오미 저드
- 토니 골드윈
- 크리스틴 리터

## 기타 제작진
- 배역: 빌리 홉킨스, 수잰 크롤리, 케리 바든
- 미술: 댄 리
- 의상: 앤 로스